# 小行星9194
小行星9194（英語：9194）是一颗围绕太阳公转的小行星。1992年7月26日，艾瑞克·怀特·埃尔斯特在拉西拉天文台发现了此天体。
这颗小行星的绝对星等为289.57610等。